# Rotzo

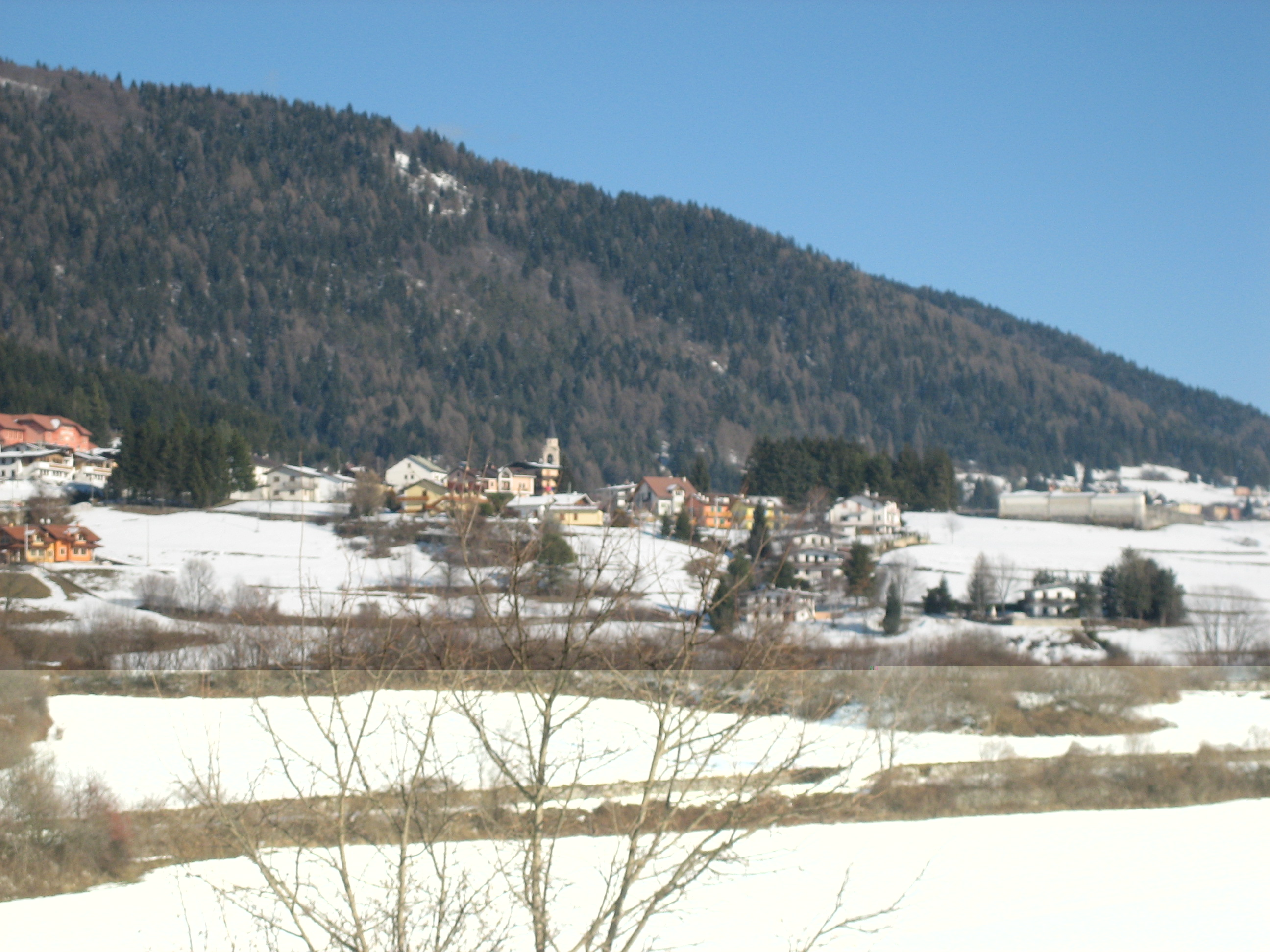
Rotzo im Schnee

Rotzo (in der zimbrischen Sprache: Rotz) ist eine nordostitalienische Gemeinde (comune) mit 634 Einwohnern (Stand 31. Dezember 2023) in der Provinz Vicenza in Venetien. Die Gemeinde liegt etwa 36,5 Kilometer nordnordwestlich von Vicenza im Val d’Assa und grenzt unmittelbar an das Trentino. Rotzo gehört zu den Sieben Gemeinden.